# Capela e Cemitério Protestante (Macau)
O Cemitério Protestante (muitas vezes chamado de "Antigo Cemitério Protestante") e a Capela Protestante foram construídos em 1821 na antiga colónia portuguesa de Macau, China. O cemitério e a capela constituem um importante legado histórico respeitante ao período anterior à ocupação inglesa de Hong Kong. Atesta também a diversidade da sociedade de Macau, constituindo um testemunho da primeira comunidade protestante na cidade. Neste cemitério estão sepultados vários oficiais da Companhia Inglesa das Índias Orientais e famosos protestantes americanos e ingleses.
O Cemitério Protestante, juntamente com a Capela Protestante, é incluído na Lista dos monumentos históricos do "Centro Histórico de Macau", por sua vez incluído na Lista do Património Mundial da Humanidade da UNESCO.
O Cemitério localiza-se perto da Casa Garden e do Largo de Camões.